# 1917

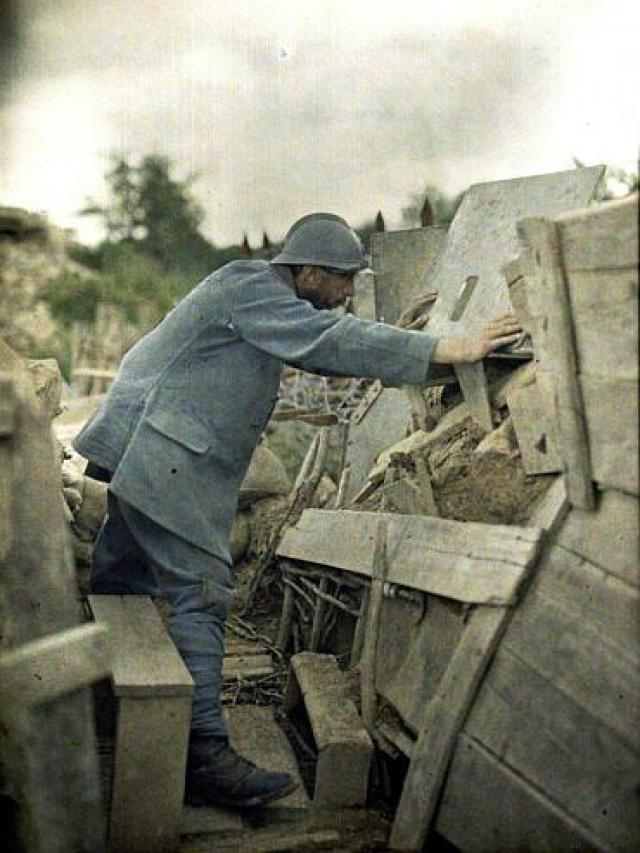
Franse soldaat op zijn observatiepost in Eglingen in juni 1917, tijdens de Eerste Wereldoorlog.

Het jaar 1917 is een jaartal volgens de christelijke jaartelling.

## Gebeurtenissen
januari
- 1 - De Nederlandse Spoorwegen (NS) ontstaat als een verregaande samenwerking tussen de Hollandsche IJzeren Spoorweg-Maatschappij (HSM) en de Maatschappij tot Exploitatie van Staatsspoorwegen (SS).
- 1 - In de Preanger op West-Java wordt de gedwongen verbouw van koffie afgeschaft. Dit was het laatste restant van het 19e-eeuwse cultuurstelsel.
- 9 - In de Residentiebioscoop te Den Haag gaat de film "Nederland neutraal" in première in aanwezigheid van het koninklijk paar, leden van de regering en vertegenwoordigers van de strijdkrachten. Het is de eerste galapremière in de Nederlandse filmgeschiedenis.
- 9 - Duitsland besluit tot herinstelling van de 'totale duikbootoorlog' vanaf 1 februari. Ook neutrale schepen worden als doelwit beschouwd, ongeacht hun lading.
- 10 - Erich von Falkenhayn beëindigt het Centrale offensief in Roemenië. Het front komt tot stilstand langs de rivieren Putna en Siret
- 13 - Treinramp bij Ciurea. Nabij dit Roemeense dorpje, gelegen aan de spoorlijn van Iaşi naar Bârlad komen tussen de 600 en 1000 soldaten, afkomstig vanaf het front om het leven. Hiermee is dit een van de grootste spoorwegrampen aller tijden.
- 16 - De Duitse minister van Buitenlandse Zaken verstuurt het Zimmermanntelegram aan Mexico met het verzoek zich aan de kant van de centralen te scharen in de Eerste Wereldoorlog.
- 25 - De Maagdeneilanden (Deens-West-Indië) worden voor 25 miljoen dollar aan de Verenigde Staten verkocht.
- 27 - Het militaire oppercommando in Duitsland beveelt dat vrouwen alleen broeken mogen dragen bij sportbeoefening.
- 27 - De derde Elfstedentocht wordt verreden. Coen de Koning wint voor de tweede keer, op slecht ijs.

februari
- 1 - Duitsland hervat de onbeperkte duikbootoorlog (zie 9 januari). In verband daarmee staakt de Stoomvaart Maatschappij Zeeland de veerdiensten naar Engeland.
- 3 - De Verenigde Staten breken de diplomatieke relaties met Duitsland.
- 4 - Halim Pasja treedt af als grootvizier van het Ottomaanse Rijk. Hij wordt opgevolgd door Talaat Pasja.
- 9 - Begin van Operatie Alberich: het Duitse leger trekt zich terug op de Hindenburglinie onder toepassing van de Tactiek van de verschroeide aarde in Noord-Frankrijk.
- 10 - De plantkundige Johanna Westerdijk (1883-1961) wordt de eerste vrouwelijke Nederlandse hoogleraar.
- 11 - De Frontbeweging wordt door de Belgische legerleiding verboden.
- 13 - De Nederlandse danseres Margaretha Geertruida Zelle, beter bekend als Mata Hari, wordt in Parijs aangehouden op verdenking van spionage.
- 23 - De Britten sturen de inhoud van het Zimmermanntelegram door aan de Amerikanen.
- 24 - De Britten nemen Al Koet in.
- 26 - President Woodrow Wilson vraagt om een status van 'bewapende neutraliteit' en het bewapenen van Amerikaanse burgerschepen. Het Huis van Afgevaardigden stemt in, maar in de Senaat loopt het voorstel tegen een filibuster op.

maart
- 5 - Woodrow Wilson wordt ingezworen voor een tweede termijn als President van de Verenigde Staten.
- 8 - De februarirevolutie begint in Petrograd (Sint-Petersburg), Rusland (23 februari op de juliaanse kalender).
- 11 - Tsaar Nicolaas II ontbindt de doema, maar deze weigert en sluit zich derhalve de facto aan bij de opstand.
- 11 - Val van Bagdad. De Britten veroveren de stad op de Osmanen.
- 12 - Delen van het leger in Petrograd sluiten zich bij de opstand aan, en het komt tot gevechten tussen de opstandelingen enerzijds en tsaargetrouwe delen van politie en leger anderzijds.
- 12 - Tsaar Nicolaas II tracht terug te keren naar Petrograd vanuit zijn legerleiderspositie nabij het front, maar komt niet verder dan Pskov.
- 12 - De Russische regering onder Nikolaj Golitsyn wordt tot aftreden gedwongen.
- 12 - Oostenrijk-Hongarije en Bulgarije gaan in de tegenaanval tegen de Toplica-opstand, een Servische opstand tegen de Bulgaarse bezetting. In minder dan 2 weken wordt de opstand neergeslagen.
- 13 - China verbreekt de diplomatieke relaties met Duitsland.
- 15 - De doema zet een liberale voorlopige regering op onder vorst Georgi Lvov. (2 maart op de juliaanse kalender).
- 15 - Op aandringen van zijn generaals treedt tsaar Nicolaas II af, en benoemt zijn broer Michaël tot opvolger, doch deze weigert.
- 24 - De jonge keizer Karel I van Oostenrijk schrijft buiten zijn regering om een brief met vredesvoorstellen aan de Franse president Raymond Poincaré en geeft die mee aan zijn zwager. Zie Sixtus-affaire.
- 24 - In Amsterdam richten dertien zenuwartsen de Nederlandse Vereniging voor Psychoanalyse op. Voorzitter wordt de "Goese wonderdokter" Albert van Renterghem.
- 26 - Invoering van de Huurcommissiewet om prijsopdrijving door woningnood en stagnerende bouw tegen te gaan. Onafhankelijke huurcommissies oordelen over huurprijzen en huurprijsverhogingen.
- 26 - Einde van de Toplica-opstand. De opstand in de door Bulgarije bezette delen van Servië is op brute wijze neergeslagen.
- 26 - Eerste Slag bij Gaza: Britse troepen uit Egypte proberen Gaza in te nemen, maar moeten zich terugtrekken wegens gebrek aan water.
- 27 - (Monaco) - In Monte Carlo gaat de muzikaal-lyrische komedie La Rondine (De Zwaluw) van Giacomo Puccini in première.
- 27 - De sovjet van Petrograd roept op tot een einde van de Eerste Wereldoorlog.
- 31 - De Verenigde Staten nemen de Maagdeneilanden over na betaling van $25 miljoen aan Denemarken.

april
- 1 - In Batavia sticht D.W. Berretty het Algemeen Nieuws- en Telegraaf-Agentschap. Vanaf zijn eerste werkdag richt hij zich op het verkrijgen van meer en sneller nieuws dan de concurrenten. Zo maakt hij gebruik van de toegespeelde informatie van kapiteins van de Koninklijke Paketvaart Maatschappij, die het scheepvaartverkeer tussen de eilanden onderhoudt. Zij seinen hun nieuws naar Aneta.
- 2 - (Oostenrijk-Hongarije) - De componist Béla Bartók heeft zijn eerste succes met het dansspel De uit hout gesneden prinses.
- 2 - (Verenigde Staten) - President Woodrow Wilson van de Verenigde Staten vraagt het Congres om Duitsland de oorlog te verklaren.
- 4 - (Verenigde Staten) - De Senaat stemt in grote meerderheid in met de oorlogsverklaring aan Duitsland.
- 6 - (Verenigde Staten) - Het Huis van Afgevaardigden stemt in met de oorlogsverklaring aan Duitsland. De Verenigde Staten treden toe tot de Eerste Wereldoorlog. Duitse schepen die in Amerikaanse havens liggen worden in beslag genomen.
- 7 - Cuba en Panama verklaren Duitsland de oorlog.
- 9 - (Frankrijk) - Begin van de Slag bij Arras, een Britse aanval op het westfront, die zal duren tot 16 mei.
- 10 - (Rusland) - In een geblindeerde spoorwagon reist Lenin door Duitsland en Zweden naar Petrograd, waar hij op 16 april aankomt.
- 15 - Na enige terreinwinst, maar groot verlies aan manschappen, wordt het Britse openingsoffensief in de Slag bij Arras beëindigd.
- 16 - Ook de Fransen gaan aan het westfront in de aanval. Begin van de Tweede Slag bij de Aisne. De eerste inzet van de eerste Franse tank, de Schneider, wordt een deceptie.
- 16 - Lenin arriveert in Rusland vanuit ballingschap.
- 20 - De Franse aanval in de Tweede Slag bij de Aisne wordt afgeblazen. De verliezen zijn enorm, de winst minimaal.
- 23 - (Verenigde Staten) - Butcher Boy, de eerste film van komiek Buster Keaton, gaat draaien.
- 27 - (Duitsland) - In Leuna begint de productie van vloeibaar ammoniak volgens het Haber-Boschproces, voor de productie van kunstmest en springstof.
- 30 - Bij een vergissingsbombardement op Zierikzee komen drie personen om het leven. Een Brits vliegtuig had verkeerd genavigeerd en was in de veronderstelling boven België te vliegen.

mei
- 2 - Na felle betogingen van soldaten en arbeiders tegen verdere deelname van Rusland aan de Eerste Wereldoorlog treden minister van buitenlandse zaken Pavel Miljoekov en enkele andere ministers af.
- 7 - (Verenigde Staten) - De Amerikaanse Maude Devereaux vestigt in Skidmore met 5,12 meter een officieus wereldrecord verspringen.
- 9 - De Geallieerden vallen aan op diverse delen van het Macedonische front, maar kunnen de Bulgaarse defensie niet breken.
- 11 - In Zürich gaat de opera Turandot van Ferruccio Busoni in première.
- 12 - De Italianen hervatten de aanvallen aan het Isonzofront, de Tiende Slag aan de Isonzo.
- 13 - In Fátima claimen drie herderskinderen Maria de Moeder Gods voor de eerste keer te aanschouwen.
- 16 - De Russische Voorlopige Regering wordt gewijzigd. Aleksandr Kerenski wordt minister van oorlog.
- 17 - Na een maand vechten weten de Britten Bullecourt te veroveren. Einde van de Slag bij Arras.
- 21 - Bij Valthermond in Drenthe breekt een grote veenbrand uit. Oorzaak is een vonk uit een baggermachine. Dagenlang wordt een groot gebied in Zuidoost-Drenthe geteisterd. Zestien mensen vinden de dood, zeker vijftig woningen en diverse turfschepen verbranden. Enkele dagen later bezoeken Koningin Wilhelmina en prins Hendrik het rampgebied.
- 25 - Een aantal Duitse Gotha G.IV bommenwerpers voert een bombardement uit op Londen, het eerste grootschalige bombardement op burgerdoelen en het begin van een reeks Duitse vliegtuigbombardementen op Engeland.
- 27 - Een grootschalige muiterij breekt uit onder de Franse frontsoldaten.
- 31 - (Duitsland) - De scheikundige Franz Fischer ontwikkelt het procedé van cokes-aanmaak bij lage temperatuur, om benzine uit steenkool te produceren.

juni
- 1 - (Verenigde Staten) - Geleerden presenteren een procedé waarmee men uit aardgas het onbrandbare helium kan winnen. Helium is een geschikt gas om luchtschepen mee te vullen.
- 3 - (Duitsland) - In Dresden wordt het drama Mörder, Hoffnung der Frauen van de Oostenrijkse dichter en schilder Oskar Kokoschka voor het eerst opgevoerd.
- 4 - De eerste Pulitzer-prijs wordt uitgereikt.
- 4 - Instelling van de Orde van het Britse Rijk.
- 7 - Britten laten 24 mijnen exploderen in Heuvelland waarvan 19 exploderen. Een daarvan, onder de Spanbroekmolen, leidt tot het ontstaan van de Pool of Peace. Een andere ligt onder Duitse Stelling op de Hill 60. De knal wordt tot in Londen gevoeld, en naar schatting 10.000 Duitse soldaten komen op slag om. Nadien vallen de Nieuw-Zeelanders de beruchte Messines Ridge aan. Deze aanval eindigt op de 17de.
- 7 - Een trein met daarin als passagier Koningin Wilhelmina ontspoort bij Houten.
- 16 - In de Verenigde Staten wordt de Espionage Act ingevoerd. Het verspreiden van informatie, waar of onwaar die het leger tegenwerkt of de vijand ten dienste staat, wordt verboden.
- 18 - Op het congres van de Mensjewieken worden voorstellen om Rusland terug te trekken uit de oorlog verworpen.
- 19 - (Verenigd Koninkrijk) - Het Lagerhuis stemt voor vrouwenkiesrecht.
- 24 - (Frankrijk) - Het absurde drama Les mamelles de Tirésias ('De borsten van Tiresias') van Guillaume Apollinaire wordt in Parijs voor het eerst opgevoerd.
- 28 - Voedselschaarste tijdens de Eerste Wereldoorlog en een fout in de distributie leidt tot het zogenaamde Aardappeloproer in Amsterdam: een voedseltransport, dat voor het leger bestemd is, wordt geplunderd.
- 30 - Griekenland treedt toe aan de Eerste Wereldoorlog aan de kant van de Geallieerden. (verschillende bronnen zijn het oneens over de exacte datum)

juli
- 1 - De Russen gaan in de aanval in Galicië richting Lemberg, het begin van het Kerenski-offensief.
- 8 - De opstand in Petrograd mislukt en Lenin vlucht naar Finland.
- 8 - Ten oosten van Stanislau breken de Russen door het Oostenrijkse verdediging.
- 9 - De Zweed John Zander verbetert in Stockholm het wereldrecord op de 2000 meter hardlopen. Zijn tijd is 5'31,0".
- 10 - De Duitsers ondernemen Operatie Strandfest, waarin ze de Britse troepen aan de Belgische kust terugdringen naar de linkeroever van de IJzer.
- 12 - Troonsafstand van koning Constantijn I van Griekenland
- 12 - Bij Ieper gebruiken de Duitsers voor het eerst mosterdgas als chemisch wapen.
- 16-17 - Gewapende demonstraties in St. Petersburg onder agitatie van de bolsjewieken.
- 17 - Het Britse koninklijk huis verandert zijn naam van Saksen-Coburg-Gotha naar Windsor.
- 20 - Pact van Korfoe: Serven, Kroaten en Slovenen besluiten na de oorlog een gezamenlijke parlementaire monarchie onder het Servische koninklijke huis te vormen.
- 21 - Door een samengaan van de motorenfabrieken van Otto en Rapp ontstaat de Bayerische Motoren Werke AG.
- 22 - Siam verklaart de oorlog aan de centrale mogendheden. Duitse en Oostenrijkse burgers worden, met uitzondering van de diplomaten, geïnterneerd.
- 27 - De vlieginstructeur Jan Engelbert van Bevervoorde maakt met zijn mecanicien de eerste vliegtocht van Nederlands-Indië tussen twee steden (Batavia en Bandung) en wint daarmee de geldprijs van 1.000 gulden.
- 31 - De Britten vallen aan in België, het begin van de Derde Slag om Ieper.

augustus
- 4 - (Frankrijk) - Lucien Lévy vraagt patent aan voor een heterodyne ontvanger.
- 5 - Bij een atletiektoernooi in Wenen loopt de Oostenrijkse Adi Bierbrauer een officieus wereldrecord op de 400 meter met een tijd van 1'10,0".
- 14 - China verklaart de oorlog aan Duitsland en bezet de Duitse concessies in Tianjin en Hankou.
- 15 - (Verenigde Staten) - In Virginia vindt het eerste draadloze radiocontact plaats tussen vliegtuigen en een grondstation.
- 18 - In Nederland wordt de Marine Luchtvaartdienst opgericht.
- 18 - De Italianen gaan opnieuw in de aanval, de 11e Slag aan de Isonzo.
- 18 - Een grote brand breekt uit in Thessaloniki die bijna half de stad in as legt.
- 20 - De Fransen vallen aan in de Tweede Slag om Verdun.
- 25 - Erna Murray uit Leipzig verbetert haar eigen wereldrecord op de 100 meter schoolslag met een seconde: 1'35,0".
- 25 tot en met 29 - Uit bewondering voor generaal Cascino dirigeert de wereldberoemde dirigent Arturo Toscanini op de Monte Santo een militair orkest dat volksliederen en patriottische liederen speelt in het zicht van de Oostenrijkers.
- 29 - (Duitsland) - Op de beurs van Leipzig worden voor het eerst schoenzolen, ondergoed, kleding en tafelkleden van de surrogaatstof papier gepresenteerd. In 1917 ontwikkelen geleerden wegens gebrek aan dierlijke vetten eveneens het eerste synthetische wasmiddel, Nekal.

september
- 3 - De Duitsers nemen Riga in, zie Slag bij Riga.
- 9-12 - Generaal Lavr Kornilov tracht de macht in Rusland over te nemen, de Kornilov-affaire
- 16 - Oprichting van de Nederlandse Bond tot het Redden van Drenkelingen door de reddingsbrigades van Den Haag, Haarlem, Amsterdam, Den Bosch en Breda
- 16 - In La Courtine (Frankrijk) komen tientallen Russische soldaten om bij gevechten tussen muitende bolsjevistische troepen en regeringsgetrouwe Russische troepen.
- 17 - In Nederland wordt de Bond tegen het schenden door het vloeken van Gods heilige naam opgericht door het Anti-Revolutionaire Kamerlid Lodewijk Duymaer van Twist.

oktober
- 1 - (Nederland) - De schilder Theo van Doesburg richt de kunstenaarsvereniging De Stijl op.
- 2 - De Russische vloot in de Oostzee weigert bevelen van de Voorlopige Regering op te volgen.
- 10 - Begin van Operatie Albion, een Duitsers aanval op Ösel en Dagö.
- 12 - Argentinië vervangt als eerste land Columbusdag door Dia de la Raza: de dag van het nieuwe ras mesties, dat sinds de ontdekking van Amerika is ontstaan.
- 13 - In München wordt het toneelstuk Jud Süss van Lion Feuchtwanger voor het eerst opgevoerd.
- 16 - Ösel is geheel in Duitse handen.
- 24 - Oostenrijkse en Beierse troepen onder Von Stein breken bij Caporetto door de Italiaanse linies aan het Isonzofront, de Slag bij Caporetto.
- 26 - De gemeenteraad van Amsterdam keurt het Plan Zuid van de architect Hendrik Petrus Berlage goed.
- 26 - Brazilië verklaart Duitsland de oorlog.
- 29 - (Duitsland) - Max Heiser stelt voor de Berlijnse Turnvereniging de eerste regels voor het handbal op.
- 31 - (Noorwegen) - De roman Zegen der Aarde, waarmee de schrijver Knut Hamsun internationaal beroemd zal worden, wordt gepubliceerd.
- 31 - De Geallieerden nemen Beersheba in.

november

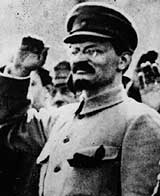
Leon Trotski tijdens de Oktoberrevolutie.

- 2 - (Verenigd Koninkrijk) - De Balfour-verklaring belooft de Joodse zionisten Britse hulp bij de opbouw van een 'nationaal tehuis' in Palestina.
- 6 - Russische tot nog toe regeringsgetrouwe troepen die de voorgaande dag van premier Aleksandr Kerenski opdracht hebben gekregen Petrograd binnen te trekken om daar de opstandelingen neer te slaan, weigeren dit.
- 7 - (Rusland) - De Oktoberrevolutie begint. De Bolsjewieken werpen de gematigd-socialistische regering onder Aleksandr Kerenski omver. 's Nachts bezetten de Rode Gardes van Leon Trotski de machtscentra in Petrograd. (Aangezien Rusland nog steeds de juliaanse kalender gebruikt, gebeurt deze historische gebeurtenis volgens hun telling op 25 oktober).
- 8 - Britten bezetten eiland Fao, bezit van het Ottomaanse Rijk.
- 8 - De macht in Petrograd wordt overgenomen door een raad van Volkscommissarissen onder voorzitterschap van Lenin.
- 9 - De Italiaanse stafchef Luigi Cadorno wordt ontslagen na de rampzalig verlopen Slag bij Caporetto. Hij wordt opgevolgd door Armando Diaz.
- 11 - Cadetten in Petrograd vechten tegen de Bolsjewieken, maar worden door de overmacht verslagen en grotendeels uitgemoord.
- 16 - Georges Clemenceau wordt premier van Frankrijk.
- 17 - Nieuw-Zeelandse troepen nemen Jaffa in.
- 20 - Begin van de Slag bij Cambrai, de eerste grootschalige tankaanval.
- 25 - Slag bij Ngomano: De Duitse generaal Paul von Lettow-Vorbeck verslaat de Portugezen in Portugees-Oost-Afrika overtuigend. Hij maakt wapens en ammunitie buit die hem de mogelijkheid geven zijn guerrilla-oorlog tegen de Engelsen in Duits Oost-Afrika voort te zetten.
- 27 - Russische gezanten steken over naar de Duitse linies om te onderhandelen over een wapenstilstand.
- 28 - Estland roept de onafhankelijkheid uit.
- 30 - (Duitsland) - In galerie Paul Cassirer in Berlijn wordt de eerste overzichtstentoonstelling van werken van de beeldhouwer Ernst Barlach geopend.

december

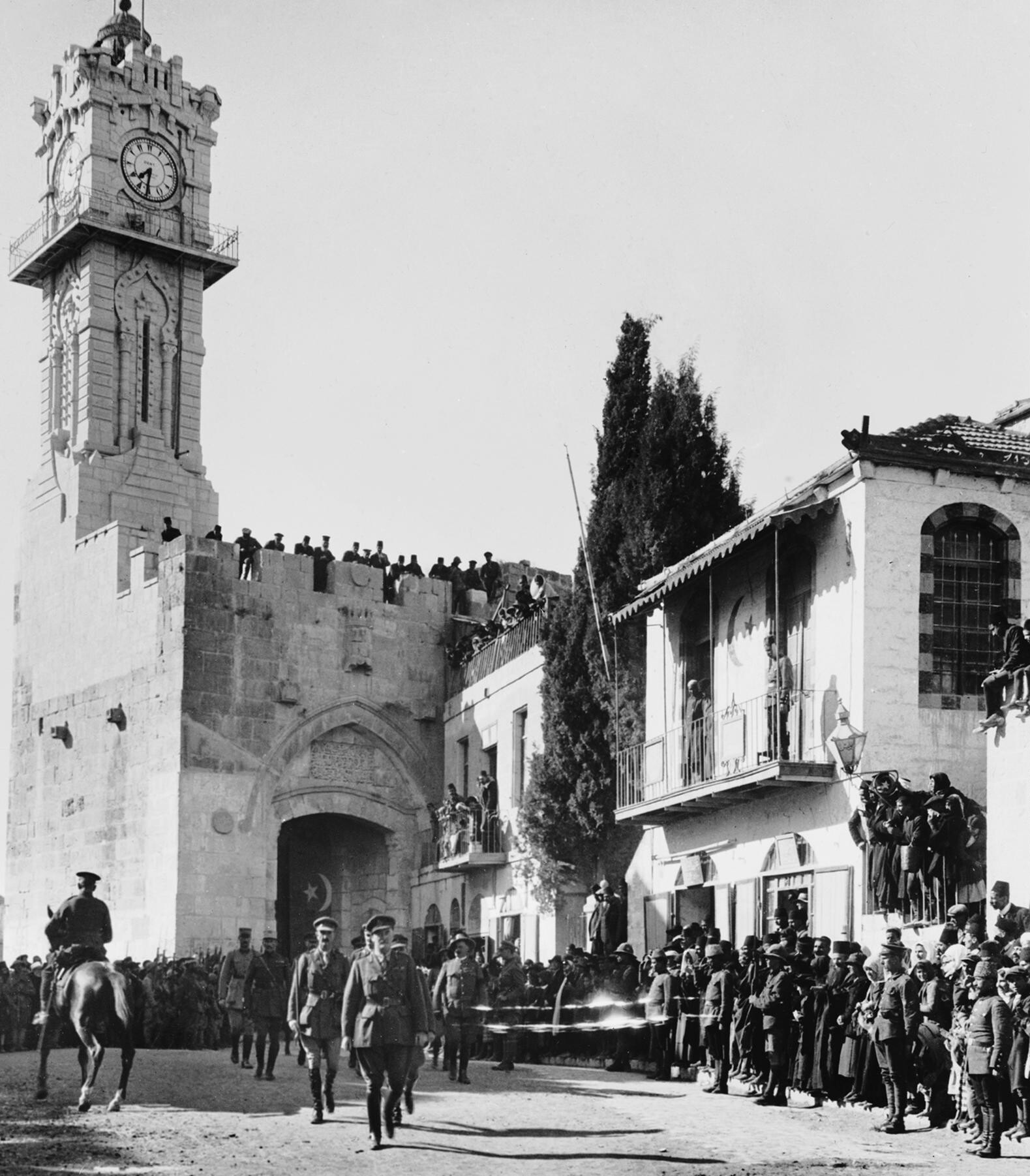
Historische foto van de intocht van Allenby in Jeruzalem in 1917

- 3 - De Quebecbrug over de Saint Lawrencerivier in Quebec wordt opengesteld voor het treinverkeer. Bij de bouw zijn 89 doden gevallen.
- 5 - Duitsland en het bolsjewiekse bewind in Rusland sluiten een voorlopige wapenstilstand.
- 6 - De regering in Helsinki verklaart Finland onafhankelijk van Rusland.
- 6 - Explosie van Halifax: Het Franse munitieschip Mont Blanc ontploft na aanvaring met het Noorse schip SS Imo in de haven van Halifax. Bij deze explosie, de grootste niet-nucleaire explosie ooit, komen ca. 2000 mensen om het leven, en raken ca. 9000 mensen gewond.
- 6 - Roemenië, dat de steun van Rusland verloren heeft, geeft de strijd op.
- 9 - Slag om Jeruzalem: De stad Jeruzalem geeft zich over aan Britse troepen onder Edmund Allenby.
- 10 - Het Internationale Rode Kruis ontvangt de Nobelprijs voor de Vrede.
- 12 - Plechtige afkondiging op de Nederlandse gemeentehuizen van de wijziging der grondwet. Het algemeen kiesrecht voor mannen wordt ingevoerd. Vrouwen krijgen passief kiesrecht. Dit houdt in dat ze mogen worden gekozen.
- 12 - Het Bijzonder onderwijs wordt financieel gelijkgesteld aan het Openbaar onderwijs. Zie: Pacificatie van 1917.
- 12 - Bij de Treinramp bij Saint-Michel-de-Maurienne in Frankrijk komen circa 700-800 soldaten, die terugkomen van het front in Italië om het leven. Het is een van de grootste spoorwegrampen aller tijden.
- 12 - De Franse politicus Joseph Caillaux wordt gearresteerd op verdenking van verraad vanwege zijn pogingen om via onderhandelingen met Duitsland Frankrijk uit de oorlog te loodsen.
- 13 - Wapenstilstand van Brest-Litowsk. Einde van de vijandelijkheden tussen Rusland en Duitsland.
- 20 - De nieuwe Russische regering van Lenin richt de Tsjeka op, een geheime dienst die de contrarevolutionairen moet bestrijden.
- 22 - Opening van het Luxor Theater in Rotterdam.
- 22 - In Brest-Litovsk beginnen de vredesbesprekingen tussen Duitsland en de Bolsjewieken die zullen leiden tot de Vrede van Brest-Litovsk.
- 27 - De Russische generaal Michail Aleksejev en generaal Lavr Kornilov richten het Vrijwilligersleger op, voornamelijk bestaande uit kozakken en studenten.
- 31 - Laatste ritten van de paardentram Hoorn - Enkhuizen omdat de foerage van de paarden te moeilijk wordt.
- 31 - De Sovjet-Unie erkent de onafhankelijkheid van Finland.

zonder datum
- (Oostenrijk-Hongarije) - Julius Wagner-Jauregg ontwikkelt de infectietherapie voor de behandeling van psychoses.
- De Medewerksters van het Apostolaat worden opgericht in het Aartsbisdom Mechelen.

## Muziek
- 26 februari - Allereerste opname van jazzmuziek op grammofoonplaat: de Original Dixieland Jazz Band met het nummer: Livery Stable Blues.
- 13 juli - Nora Bayes neemt Over there (the Yanks are coming) op, de mars die met het Amerikaanse leger meekomt naar Europa.
- 17 augustus - The Original Dixieland Jazz Band neemt Tiger Rag op, dat nadien een standard zal worden met vele uitvoeringen.
- Carlos Gardel schept de tango-canción (het tango-lied) door zijn weergave van Pascual Contursi en Samuel Castriota's Mi Noche Triste.
- Giacomo Puccini schrijft de opera La rondine
- In Nederland heeft Jean-Louis Pisuisse veel succes met het lied Mens, durf te leven van Dirk Witte.

### Premières
- 1 januari: Frank Bridges Two poems for orchestra
- 6 januari: Hjalmar Borgstrøms Tanken
- 8 maart: Frank Bridges Love went a-riding en Blow, blow thou winter wind
- 13 juli: Frank Bridges Sonate voor cello en piano
- 4 oktober: Edward Elgars The spirit of England
- 1 december: Hjalmar Borgstrøms Bergmanden, Reformasjonskantate, November
- 17 december: Arnold Bax' From dusk till dawn

## Beeldende kunst
- De Vlaamse schilder en graficus Frans Masereel debuteert in Zwitserland met de anti-oorlogsalbums "De doden spreken" en "De doden staan op". In 1918 volgt nog een derde bundel.

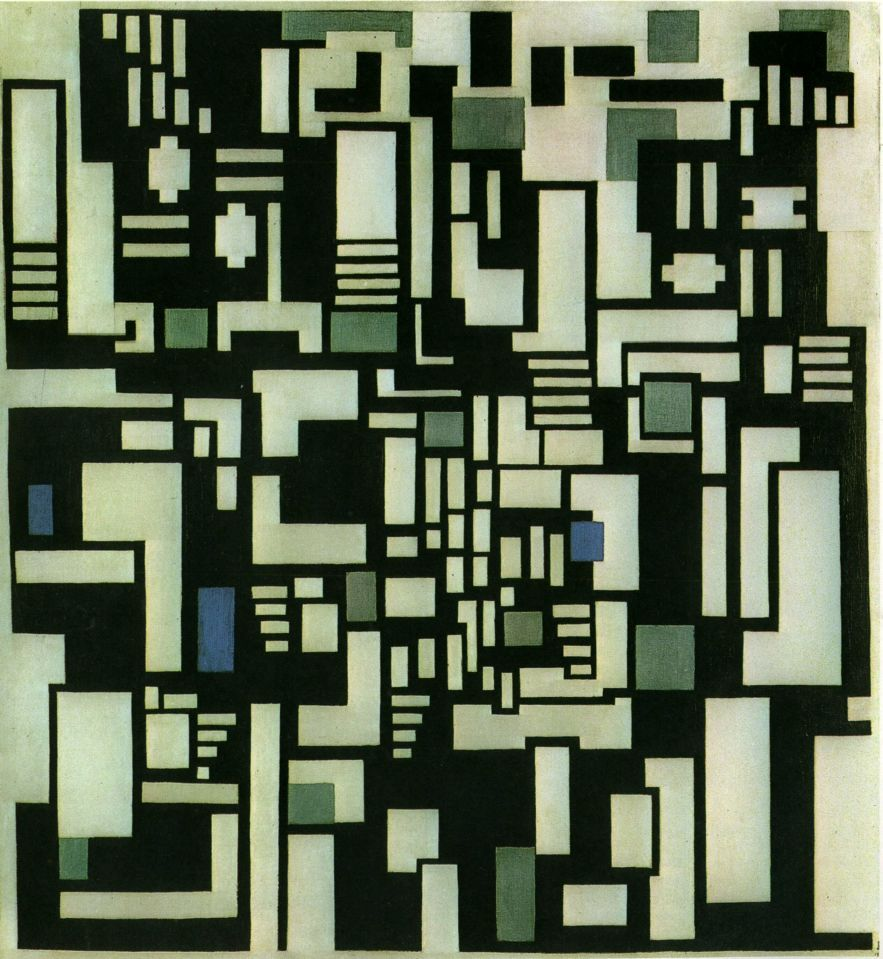
Theo van Doesburg. Compositie IX.
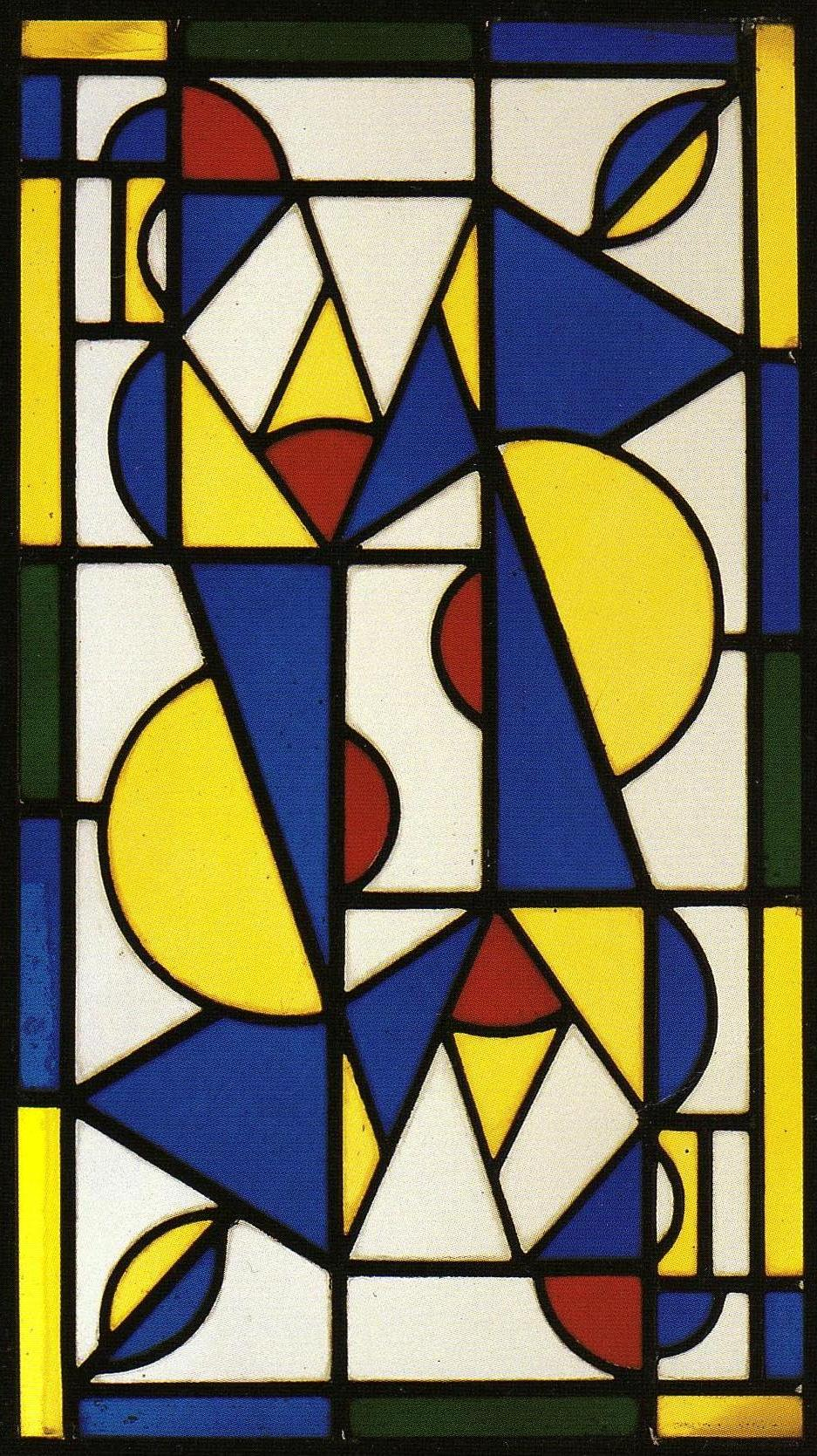
Theo van Doesburg. Dans I (in primaire kleuren).
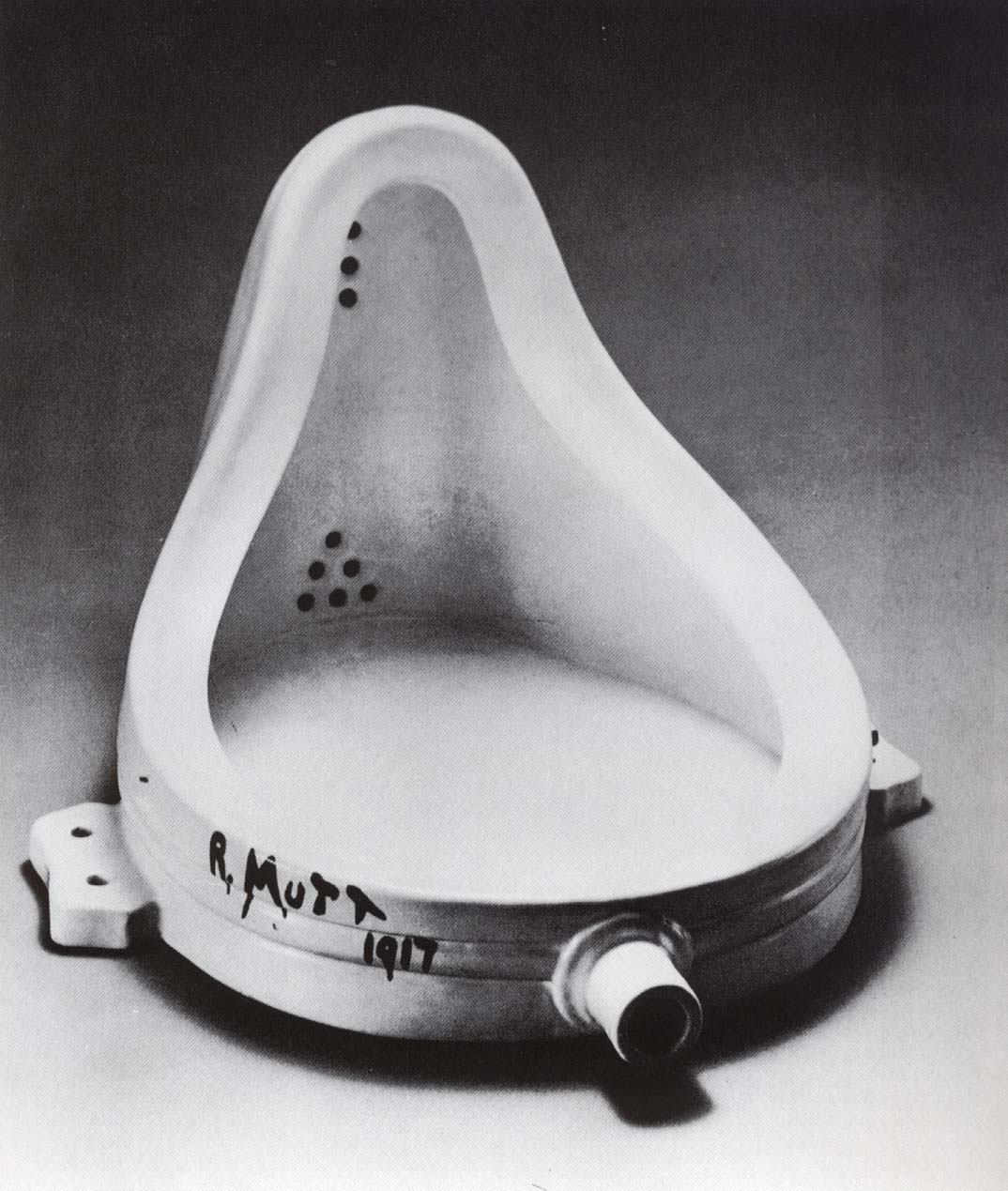
Marcel Duchamp Fountain. Inmiddels wordt, aan de hand van brononderzoek, aangenomen dat het werk is gemaakt door Elsa von Freytag-Loringhoven

## Bouwkunst

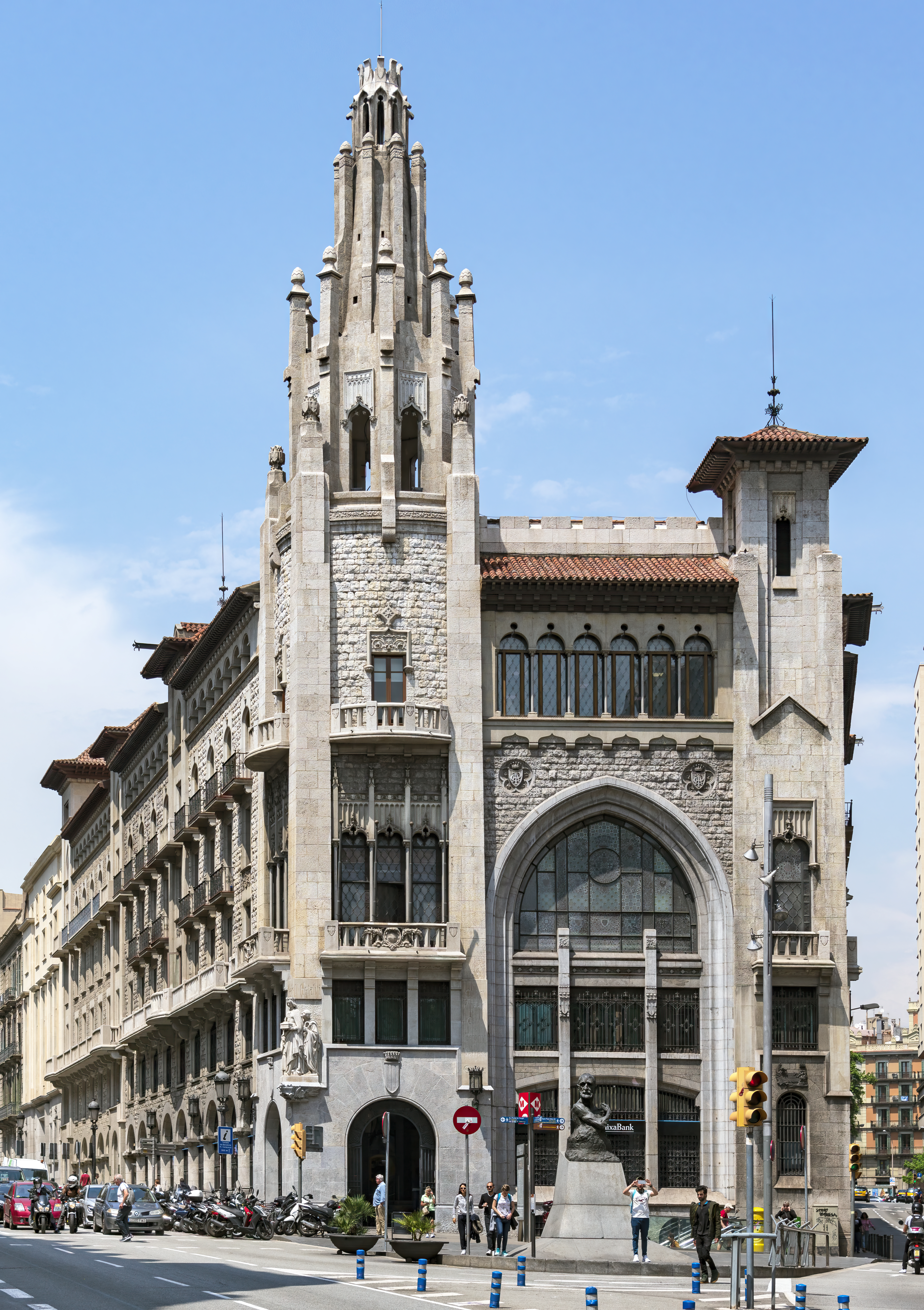
Caixa de Pensions, Barcelona, architect Enric Sagnier
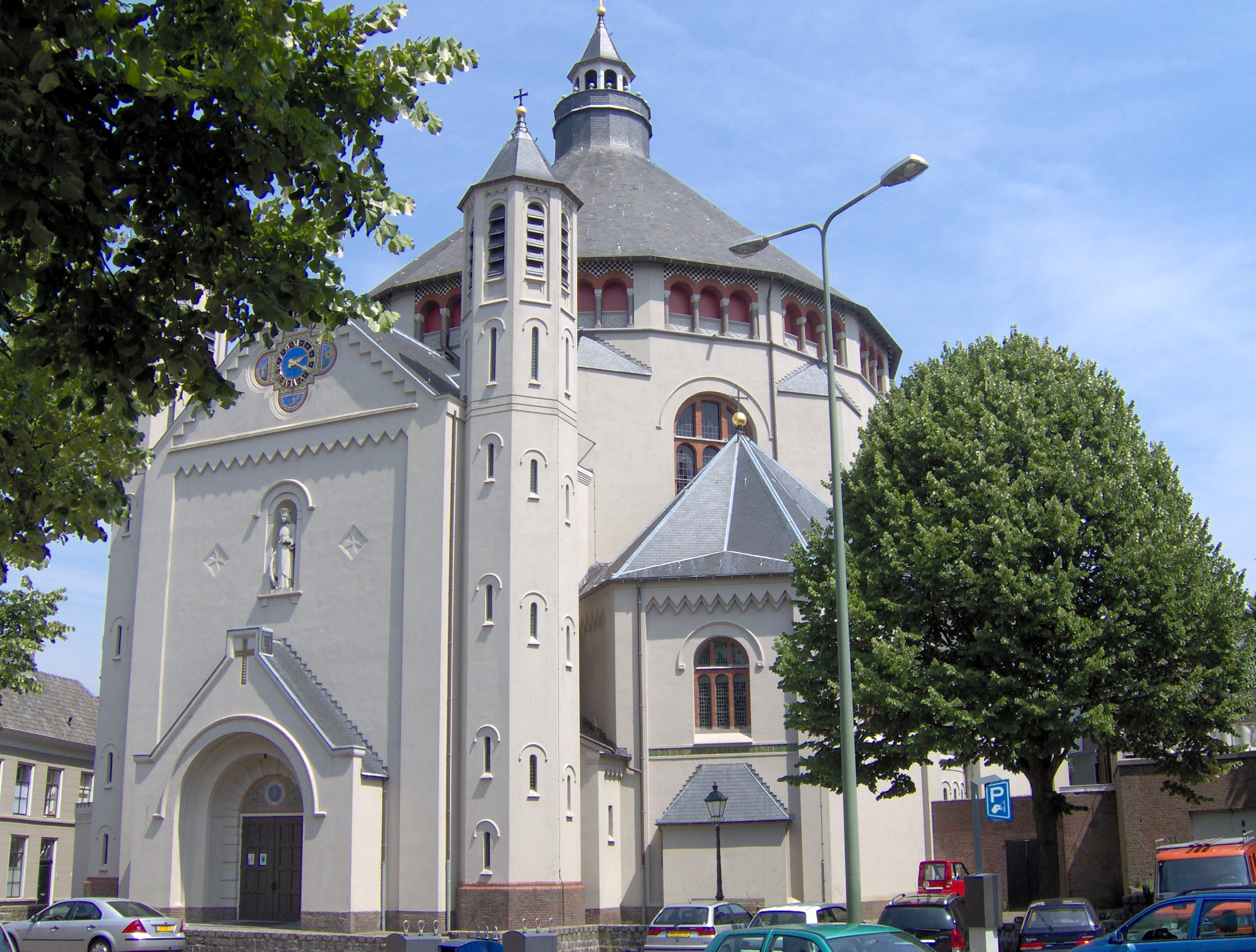
Sint-Catharinakerk, 's-Hertogenbosch Jan Stuyt

## Geboren

### januari
- 3 - Albert Mol, Nederlands acteur en schrijver (overleden 2004)
- 5 - Émile Renson, Belgisch atleet
- 5 - Jane Wyman, Amerikaans filmactrice en eerste vrouw van president Ronald Reagan (overleden 2007)
- 6 - Peter Holland, Nederlands (tv-)regisseur en acteur (overleden 1975)
- 6 - King (Nivacir Innocencio Fernandes), Braziliaans voetballer
- 10 - Urbain Caffi, Frans wielrenner (overleden 1991)
- 12 - Maharishi Mahesh Yogi, Indiaas goeroe (overleden 2008)
- 13 - Adolfo Leoni, Italiaans wielrenner (overleden 1970)
- 15 - Frans Somers, Nederlands hoorspelacteur (overleden 1982)
- 18 - Kenneth Mayhew, Brits militair (overleden 2021)
- 24 - Ernest Borgnine, Amerikaans acteur (overleden 2012)
- 25 - Ilya Prigogine, Belgisch scheikundige en Nobelprijswinnaar (overleden 2003)
- 25 - Jânio Quadros, Braziliaans president (overleden 1992)
- 26 - Edgar Barth, Duits coureur (overleden 1965)
- 26 - Daisy Hontiveros-Avellana, Filipijns toneelactrice, -schrijver en -regisseur (overleden 2013)
- 26 - Louis Zamperini, Amerikaans atleet en militair (overleden 2014)
- 28 - Gino Sciardis, Italiaans wielrenner (overleden 1968)
- 28 - Abdel-Kader Zaaf, Algerijns wielrenner (overleden 1986)
- 30 - Paul Frère, Belgisch autocoureur (overleden 2008)
- 30 - Jan Verroken, Belgisch politicus en burgemeester (overleden 2020)

### februari
- 2 - Eric Holmqvist, Zweeds politicus (overleden 2009)
- 6 - Zsa Zsa Gábor, Hongaars-Amerikaans actrice (overleden 2016)
- 13 - Bram Koopman, Nederlands leraar, econoom en politicus (overleden 2008)
- 14 - Giel Aerts, Nederlands zanger, componist en arrangeur (overleden 1993)
- 19 - Carson McCullers, Amerikaans schrijfster (overleden 1967)
- 19 - Annie de Reuver, Nederlands zanngeres en presentatrice (overleden 2016)
- 21 - Victor Marijnen, Nederlands minister-president (overleden 1975)
- 22 - Jane Bowles, Joods-Amerikaans schrijfster (overleden 1973)
- 23 - Gerard Carlier, Nederlands atleet (overleden 1995)
- 25 - Anthony Burgess, Brits schrijver (overleden 1993)
- 26 - Robert La Caze, Frans autocoureur (overleden 2015)
- 26 - Harry Verheij, Nederlands politicus en verzetsstrijder (overleden 2014)
- 28 - Frans Cox, Nederlands beeldhouwer (overleden 1997)

### maart
- 4 - Piet Bromberg, Nederlands hockeyer en hockeycoach (overleden 2001)
- 6 - Harry Coover, Amerikaans chemicus en uitvinder (overleden 2011)
- 6 - Will Eisner, Amerikaans stripauteur (overleden 2005)
- 6 - Oswald Karch, Duits autocoureur (overleden 2009)
- 8 - A. Marja, Nederlands schrijver, dichter en vertaler (overleden 1964)
- 11 - Earl Bellamy, Amerikaans filmregisseur (overleden 2003)
- 11 - James Megellas, Amerikaans militair (overleden 2020)
- 12 - Giovanni Benedetti, Italiaans bisschop (overleden 2017)
- 13 - Maria Vlamijnck, Belgisch schrijfster (overleden 1993)
- 16 - Achim-Helge von Beust, Duits politicus (overleden 2007)
- 19 - Jan van Kilsdonk SJ, Nederlands priester (overleden 2008)
- 19 - Theo van der Nahmer, Nederlands beeldhouwer en tekenaar (overleden 1989)
- 20 - Vera Lynn, Brits zangeres (overleden 2020)
- 22 - Josephine van Gasteren, Nederlands actrice (overleden 1989)
- 24 - John Kendrew, Brits biochemicus en Nobelprijswinnaar (overleden 1997)
- 26 - Rufus Thomas, Amerikaans zanger (overleden 2001)
- 27 - Cyrus Vance, Amerikaans politicus en diplomaat (overleden 2002)

### april
- 1 - Michel Donnet, Belgisch generaal (overleden 2013)
- 3 - Erik Hazelhoff Roelfzema, Nederlands verzetsstrijder en schrijver (Soldaat van Oranje) (overleden 2007)
- 5 - Frits de Ruijter, Nederlands atleet (overleden 2012)
- 6 - Leonora Carrington, Brits-Mexicaans kunstenares en schrijfster (overleden 2011)
- 8 - Huub Ernst, Nederlands R.K. geestelijke, bisschop van Breda 1967-1992 (overleden 2017)
- 8 - Potsy Goacher, Amerikaans autocoureur (overleden 1986)
- 9 - Brad Dexter, Amerikaans acteur (overleden 2002)
- 9 - Gré Visser, Nederlands verzetsstrijdster en Rechtvaardige onder de Volkeren (overleden 2012)
- 10 - Robert Burns Woodward, Amerikaans organisch chemicus en Nobelprijswinnaar (overleden 1979)
- 13 - Samuël Metiarij, Nederlands predikant en voorman van de Zuid-Molukse bevolking in Nederland (overleden 2007)
- 16 - Barry Nelson, Amerikaans acteur (overleden 2007)
- 17 - Joukje Smits, Nederlands verzetsstrijdster in de Tweede Wereldoorlog (overleden 1985)
- 19 - Johnny Hoes, Nederlands zanger, componist en producer (overleden 2011)
- 21 - Dabbs Greer, Amerikaans acteur (overleden 2007)
- 21 - Josep Palau i Fabre, Spaans schrijver en dichter (overleden 2008)
- 23 - Jacob Kistemaker, Nederlands kernfysicus (overleden 2010)
- 24 - Pieter d'Hont, Nederlands beeldhouwer (overleden 1997)
- 25 - Huib Drion, Nederlands rechtsgeleerde (overleden 2004)
- 25 - Ella Fitzgerald, Amerikaans jazz-zangeres (overleden 1996)
- 26 - Ieoh Ming Pei, Chinees-Amerikaans architect (overleden 2019)
- 27 - Alfred van Sprang, Nederlands journalist (overleden 1960)
- 28 - Robert Anderson, Amerikaans toneel- en scenarioschrijver (overleden 2009)
- 28 - Joop Waasdorp, Nederlands schrijver en journalist (overleden 1988)
- 29 - Theo van Haren Noman, Nederlands cineast (overleden 2021)
- 30 - Bea Wain, Amerikaans bigbandzangeres en diskjockey (overleden 2017)
- 30 - Mervyn Wood, Australisch roeier (overleden 2006)

### mei
- 1 - Danielle Darrieux, Frans actrice (overleden 2017)
- 3 - Kiro Gligorov, Macedonisch president (overleden 2012)
- 4 - Nick Joaquin, Filipijns schrijver en historicus (overleden 2004)
- 5 - June Lang, Amerikaans actrice (overleden 2005)
- 10 - Else Lindorfer, Nederlands kunstschilder (overleden 1965)
- 10 - Shigeo Sugiura, Japans zwemmer (overleden 1988)
- 12 - Avelina Gil, Filipijns schrijfster
- 16 - Juan Rulfo, Mexicaans schrijver (overleden 1986)
- 21 - Raymond Burr, Canadees acteur (overleden 1993)
- 23 - Edward Lorenz, Amerikaans wiskundige en meteoroloog (overleden 2008)
- 23 - Hans Roest, Nederlands journalist en uitgever (overleden 2006)
- 27 - Estrella Alfon, Filipijns schrijfster (overleden 1983)
- 29 - John F. Kennedy, 35ste president van de Verenigde Staten (overleden 1963)
- 30 - Charles Moons, president van de Hoge Raad der Nederlanden (overleden 2005)

### juni
- 1 - William Standish Knowles, Amerikaans scheikundige en Nobelprijswinnaar (overleden 2012)
- 4 - W.G. van de Hulst jr., Nederlands kinderboekenschrijver, kunstschilder, beeldhouwer en illustrator (overleden 2006)
- 6 - Kirk Kerkorian, Amerikaans belegger, miljardair (overleden 2015)
- 7 - Dean Martin, Amerikaans acteur (overleden 1995)
- 8 - Frans Boermans, Nederlands liedjesschrijver (overleden 1999)
- 9 - Eric Hobsbawm, Brits historicus en auteur (overleden 2012)
- 10 - Netty van Gent-de Ridder, Nederlands politica (overleden 1984)
- 12 - Ad Moons, Nederlands atleet (overleden 2009)
- 15 - Kees Becht, Nederlands ondernemer en politicus (overleden 2016)
- 15 - John Fenn, Amerikaans scheikundige en nobelprijswinnaar (overleden 2010)
- 16 - Katharine Graham, Amerikaans krantenuitgeefster (overleden 2001)
- 18 - Erik Ortvad, Deens kunstschilder (overleden 2008)
- 19 - Joshua Nkomo, Zimbabwaans nationalistisch politicus (overleden 1999)
- 24 - Ramblin' Tommy Scott, Amerikaans musicus en entertainer (overleden 2013)
- 28 - A.E. Hotchner, Amerikaans schrijver (overleden 2020)
- 28 - Wim Sonneveld, Nederlands cabaretier (overleden 1974)

### juli
- 2 - Pierre H. Dubois, Nederlands schrijver en dichter (overleden 1999)
- 12 - Andrew Wyeth, Amerikaans schilder (overleden 2009)
- 18 - Henri Salvador, Frans zanger en muzikant (overleden 2008)
- 21 - Chris Meijer, Nederlands militair (overleden 1940)
- 23 - Knut Brynildsen, Noors voetballer (overleden 1986)
- 24 - Leonor Orosa-Goquingco, Filipijns danseres en choreograaf (overleden 2005)
- 25 - Jan Bastiaans, Nederlands psychiater (overleden 1997)
- 26 - José de Almeida Batista Pereira, Braziliaans bisschop (overleden 2009)
- 26 - Samuël Swarts, Nederlands verzetsstrijder (overleden 1944)

### augustus
- 3 - Rudolf Gnägi, Zwitsers politicus; tweevoudig bondspresident (overleden 1985)
- 5 - Robert Lang, Zwitsers wielrenner (overleden 1997)
- 5 - Charles Onyeama, Nigeriaans rechter (overleden 1999)
- 12 - Herman van der Heide, Nederlands beeldhouwer (overleden 1998)
- 15 - Lou van Burg, Nederlands-Duits showmaster en entertainer (overleden 1986)
- 15 - Óscar Romero, Salvadoraans aartsbisschop (overleden 1980)
- 18 - Jan Hendrik Velema, Nederlands predikant, radiopresentator en omroepvoorzitter (overleden 2007)
- 18 - Caspar Weinberger, Amerikaans advocaat en politicus (overleden 2006)
- 19 - Conrado Estrella, Filipijns politicus (overleden 2011)
- 20 - Manuel Collantes, Filipijns diplomaat, politicus en minister (overleden 2009)
- 21 - Leonid Hurwicz, Amerikaans econoom en wiskundige (overleden 2008)
- 22 - John Lee Hooker, Amerikaans bluesgitarist en zanger (overleden 2001)
- 23 - André Waterkeyn, Belgisch ingenieur (overleden 2005)
- 25 - Mel Ferrer, Amerikaans filmacteur, -regisseur en -producent (overleden 2008)

### september
- 1 - David Russowski, Braziliaans voetballer bekend als Russinho (overleden 1958)
- 6 - Philipp von Boeselager, Duits militair, verzetsstrijder en bosbeschermer (overleden 2008)
- 7 - John Cornforth, Australisch chemicus en Nobelprijswinnaar (overleden 2013)
- 10 - Masahiko Kimura, Japans judoka (overleden 1993)
- 10 - Ren Rong, Chinees militair en politicus (overleden 2017)
- 11 - Ferdinand Marcos, president van de Filipijnen (1965-1986) (overleden 1989)
- 11 - Bob Spaak, Nederlands sportjournalist (overleden 2011)
- 14 - Ettore Sottsass, Italiaans architect en ontwerper (overleden 2007)
- 17 - Henri de Villenfagne de Vogelsanck, Belgisch baron en burgemeester (overleden 2015)
- 17 - Isang Yun, Koreaans/Duits componist (overleden 1995)
- 19 - Johannes van Knobelsdorff, Nederlands burgemeester en dijkgraaf (overleden 2020)
- 19 - Pierre van Ostade, Nederlands radio- en televisiepresentator (overleden 2005)
- 21 - Mahlagha Mallah, Iraans milieuactiviste (overleden 2021)
- 22 - Anna Campori, Italiaans actrice (overleden 2018)
- 23 - Imre Németh, Hongaars atleet (overleden 1989)

### oktober
- 1 - Hannie Singer-Dekker, Nederlands politica en rechtsgeleerde (overleden 2007)
- 2 - Christian de Duve, Belgisch bioloog (overleden 2013)
- 2 - Dondinho, Braziliaans voetballer en vader van Pelé (overleden 1996)
- 4 - Rogier van Aerde, Nederlands schrijver en journalist (overleden 2007)
- 4 - Luis Carniglia, Argentijns voetballer en trainer (overleden 2001)
- 4 - Albert de Klerk, Nederlands componist en organist (overleden 1998)
- 6 - Fannie Lou Hamer (overleden 1977)
- 7 - June Allyson, Amerikaans actrice (overleden 2006)
- 8 - Rodney Porter, Engels biochemicus en Nobelprijswinnaar (overleden 1985)
- 10 - Thelonious Monk, Amerikaans jazzpianist (overleden 1982)
- 11 - Verné Lesche, Fins schaatsster (overleden 2002)
- 12 - Jan Baas, Nederlands politicus (overleden 2012)
- 12 - Han Bentz van den Berg, Nederlands acteur en regisseur (overleden 1976)
- 15 - Arthur M. Schlesinger jr., Amerikaans geschiedkundige (overleden 2007)
- 17 - Marsha Hunt, Amerikaans actrice (overleden 2022)
- 18 - Jef Van den Berg, Vlaams componist, pianist, muziekleraar, televisieregisseur en televisieproducent (overleden 2007)
- 20 - Stéphane Hessel, Frans diplomaat, schrijver en verzetsstrijder (overleden 2013)
- 20 - Jean-Pierre Melville, Frans filmregisseur (overleden 1973)
- 21 - Dizzy Gillespie, Amerikaans jazzmuzikant (overleden 1993)
- 22 - Joan Fontaine, Amerikaans actrice (overleden 2013)
- 22 - Johnnie Tolan, Amerikaans autocoureur (overleden 1986)
- 27 - Arne Andersson, Zweeds atleet (overleden 2009)
- 27 - Bé Ruys, Nederlands hervormd predikante (overleden 2014)
- 29 - Georges De Jonghe, Belgisch atleet (overleden 1998)
- 31 - William Hardy McNeill, Canadees-Amerikaans historicus (overleden 2016)

### november
- 1 - Harm Bouman, Nederlands moordenaar en medewerker van nazi-SD (overleden 2001)
- 2 - Durward Knowles, Bahamaans zeiler (overleden 2018)
- 2 - José Perácio, Braziliaans voetballer (overleden 1977)
- 2 - Ann Rutherford, Canadees-Amerikaans actrice (overleden 2012)
- 7 - Ján Arpáš, Slowaaks voetballer (overleden 1976)
- 7 - Lies Koning, Nederlands atlete (overleden 1975)
- 7 - Helen Suzman, Zuid-Afrikaans politicus en anti-apartheidsactivist (overleden 2009)
- 11 - Abram Hoffer, Canadees psychiater (overleden 2009)
- 12 - Freek Bischoff van Heemskerck, verzetsman en hofstalmeester (overleden 2007)
- 12 - Jan van Ginkel, Nederlands atleet (overleden 1994)
- 12 - Jo Stafford, Amerikaans pop- en jazz-zangeres (overleden 2008)
- 13 - Alice van Bourbon-Parma, dochter van Elias I van Bourbon-Parma (overleden 2017)
- 18 - Nel van Balen Blanken, Nederlands atlete (overleden 2008)
- 19 - Indira Gandhi, premier van India (overleden 1984)
- 20 - Pam Henning, Nederlands cabaretier en actrice (overleden 2008)
- 21 - Sem Presser, Nederlands fotograaf (overleden 1986)
- 25 - Harold Chestnut, Amerikaans elektrotechnicus (overleden 2001)
- 26 - Kees Middelhoff, Nederlands radiojournalist en schrijver (overleden 2007)
- 28 - Kees Schilperoort, Nederlands radiomaker (overleden 1999)
- 30 - Ilse Steppat, Duits actrice (overleden 1969)

### december
- 6 - Marie Altelaar, Nederlands buurtactiviste (overleden 2005)
- 7 - Ottorino Volonterio, Zwitsers autocoureur (overleden 2003)
- 9 - James Rainwater, Amerikaans natuurkundige (overleden 1986)
- 10 - Pedro Elias Zadunaisky, Argentijns astronoom en wiskundige (overleden 2009)
- 13 - John Hart, Amerikaans acteur (overleden 2009)
- 16 - Arthur C. Clarke, Brits sciencefiction-schrijver (overleden 2008)
- 20 - Audrey Totter, Amerikaans actrice (overleden 2013)
- 21 - Jérôme Heldring, Nederlands journalist en columnist (NRC Handelsblad) (overleden 2013)
- 24 - Salah Tarazi, Syrisch diplomaat en rechter (overleden 1980)
- 31- Suzy Delair, Frans actrice en zangeres (overleden 2020)

### datum onbekend
- Rafael Abella, Spaans schrijver (overleden 2008)
- Bashay Feleke, Ethiopisch atleet (overleden 2008)

## Overleden
januari
- 2 - Edward Burnett Tylor (84), Engels antropoloog
- 2 - Léon Flameng (39), Frans wielrenner
- 9 - Heinrich Witte (87), Nederlands botanicus
- 10 - Buffalo Bill (70), Amerikaans figuur uit het Wilde Westen
- 10 - Joseph Willem Jan Carel Marie van Nispen tot Sevenaer (55), Nederlands politicus
- 18 - Hendrik Goeman Borgesius (70), Nederlands staatsman
- 22 - Bérenger Saunière (61), Frans priester
- 30 - Mutien-Marie Wiaux (75), Belgisch monnik en heilige
- 31 - Arthur Beier (36), Duits voetballer

februari
- 11 - Oswaldo Cruz (44), Braziliaans bacterioloog
- 15 - Charles Adriaan van Ophuijsen (62), taalkundige
- 16 - Octave Mirbeau (69), Frans journalist en schrijver

maart
- 8 - Ferdinand Graf von Zeppelin (78), Duits uitvinder en luchtvaartpionier
- 31 - Emil Adolf von Behring (63), Duits medicus

april
- 1 - Scott Joplin (48), Amerikaans componist en pianist
- 14 - Lejzer Zamenhof (57), Joods-Litouws schepper van het Esperanto

mei
- 1 - Joseph Nicolas Van Naemen (80), Belgisch politicus en burgemeester
- 23 - Ranavalona III (55), van 1883 tot 1897 koningin van Madagaskar

juni
- 3 - Antonio de La Gandara (55), Frans-Spaans kunstschilder en tekenaar
- 12 - Teresa Carreño (63), Venezolaans pianiste, zangeres, componiste en dirigente

juli
- 14 - Ludwig Drescher (35), Deens voetballer
- 25 - Hans von Blixen-Finecke sr. (31), Zweeds ruiter

augustus
- 1 - Enric Prat de la Riba i Sarrà (47), Catalaans politicus
- 10 - Hilda Nilsson (41), Zweedse seriemoordenares
- 13 - Eduard Buchner (57), Duits scheikundige en Nobelprijswinnaar
- 20 - Jimmy Speirs (31), Schots voetballer
- 22 - Matthijs Maris (78), Nederlands kunstschilder

september
- 3 - Edmond Mariën (35), Belgisch verzetsstrijder in de Eerste Wereldoorlog
- 9 - Edward Hibberd Johnson (53), Amerikaans uitvinder
- 23 - George Bernard O'Neill (89), Engels kunstschilder
- 23 - Werner Voss (20), Duits gevechtspiloot
- 26 - Edgar Degas (83), Frans impressionistisch schilder
- 29 - Luca Botta (35), Italiaans operazanger.

oktober
- 9 - Duncan Mackinnon (30), Brits roeier
- 15 - Mata Hari (41), Nederlands danseres en spionne

november
- 11 - Liliuokalani (79), koningin en de laatste monarch van het koninkrijk Hawaï
- 15 - Émile Durkheim (59), Frans socioloog
- 17 - Auguste Rodin (77), Frans beeldhouwer
- 18 - Hendrik Spiekman (43), Nederlands letterzetter, journalist en politicus
- 28 - Christian Christiansen (74), Deens natuurkundige

december
- 7 - Léon Minkus (91), Tsjechisch-Oostenrijks componist en vioolvirtuoos
- 10 - Sir Mackenzie Bowell (93), vijfde premier van Canada
- 12 - Andrew Still (89), Amerikaans arts en grondlegger van de osteopathie
- 20 - Lucien Petit-Breton (35), Frans wielrenner

## Weerextremen in België
- 16 januari: 51 cm sneeuw in Bertrix en 62 cm in Chiny.
- 2 februari: Minimumtemperatuur in Ukkel: –16,5 °C.
- 3 februari: Minimumtemperatuur: –18,3 °C in Bree tot –23,2 °C in Rochefort.
- 10 februari: Koudegolf tussen 20 januari en 10 februari: in Ukkel zijn er 22 opeenvolgende ijsdagen en de minimumtemperatuur zakt 17 keer onder –10 °C.
- maart: Maart met hoogste relatieve vochtigheid: 89 % (normaal 79,2 %).
- maart: Maart met laagste gemiddelde maximumtemperatuur: 5,4 °C (normaal 9 °C).
- april: April met laagste gemiddelde minimumtemperatuur: 1,5 °C (normaal 5 °C). April telt ook 12 vorstdagen.
- 31 juli: 88 mm regen in Dessel, in de Antwerpse Kempen.
- augustus: Augustus met hoogste gemiddelde windsnelheid: 4,4 m/s (normaal 3,1 m/s).
- 6 oktober: Sneeuw op de Baraque Michel, in Spa en aan de afdamming van de Gileppe (Jalhay) sedert midden oktober.
- 4 december: 28 cm sneeuw in Bokrijk (Genk), 26 cm in Huy en 35 tot 40 cm aan de afdamming van de Gileppe (Jalhay).
- Jaarrecord: Net als in 1902, 1956 en 1963 koudste winter van de eeuw: 8,4 °C (normaal : 9,7 °C).

Bron: KMI Gegevens Ukkel 1901-2003  met aanvullingen 